# Gottfried Taubert
Gottfried Taubert (getauft 30. Juli 1670 in Ronneburg (Thüringen); † 6. Juli 1746 in Zerbst) war ein deutscher Tanzmeister der Barockzeit.

## Leben
Taubert wurde als Sohn des Ronneburger Zeugmachers Christoph Tauber[t] und von Anna Brämmer geboren. Er besuchte ab 1686 Vorlesungen der Universität Leipzig und von 1693 bis 1695 studierte er in der Messestadt. 1702 ließ er sich in Danzig nieder, kehrte aber 1715 wieder nach Leipzig zurück, wo er 1717 sein umfangreiches Tanzbuch Rechtschaffener Tanzmeister publizierte. Es enthält auch die erste deutsche Übersetzung der französischen Choreographie von Raoul-Auger Feuillet sowie die Anleitungen der Tänze nach Raoul-Auger Feuillet und Louis Pécour. 1727 veröffentlichte er Kurtzer Entwurff der Nutzbarkeit des Künstlichen Tantz-EXERCITII. Von etwa 1730 bis zu seinem Tode war er Hoftanzmeister in Zerbst.
Taubert dürfte unter den deutschen Tanzbuchautoren den nachhaltigsten Einfluss ausgeübt haben. Es ist letztlich das umfassendste Zeugnis der deutschen Rezeption der barocken französischen Tanzkunst. Tilden Russell brachte 2012 eine englische Übersetzung dieses Werkes heraus und versah es mit einem auf umfangreichen Vorstudien aufbauenden Einleitungsband. Zu Beginn des 18. Jahrhunderts war Leipzig geradezu eine „Hochburg der akademischen Tanzkunst“, wie Walter Salmen es nannte. Taubert hatte großen Anteil daran, dass es dazu kam.

## Werke

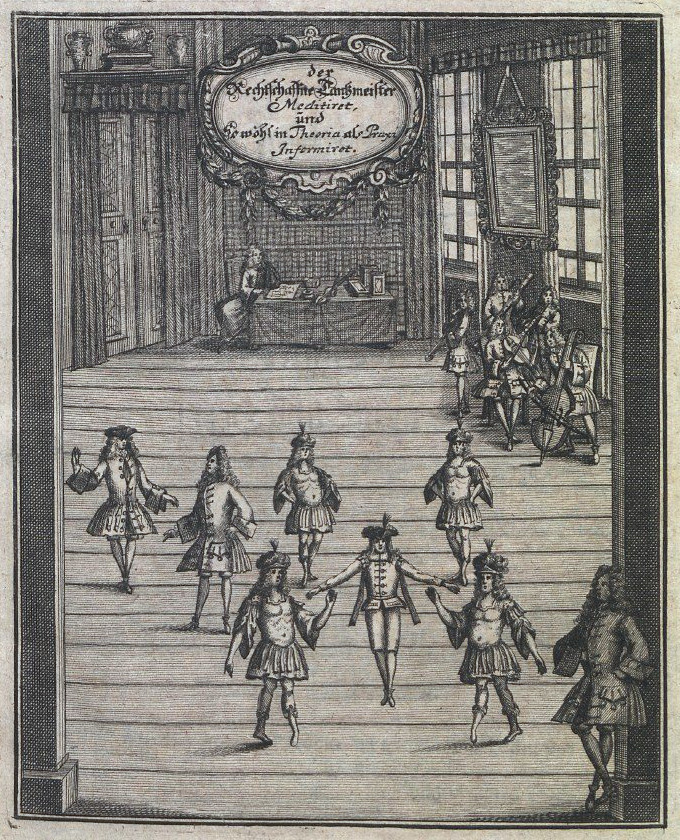
Der Rechtschaffene Tantzmeister

- Gottfried Taubert: Kurtzer Entwurff Des Edlen so wohl natürlichen als künstlichen Tantz-Exercitii. Danzig 1706, urn:nbn:de:bvb:12-bsb11076454-6.
- Gottfried Taubert: Rechtschaffener Tantzmeister, oder gründliche Erklärung der Frantzösischen Tantz-Kunst. 3 Bände. Friedrich Lanckischens Erben, Leipzig 1717 (Digitalisat der Bände 1 und 2 in der Google-Buchsuche).
- Gottfried Taubert: Kurtzer Entwurff der Nutzbarkeit des Künstlichen Tantz-EXERCITII. 1 Band. [Zerbst 1727].